# Новая Уситва
Новая Уситва — деревня в Палкинском районе Псковской области России.
Административный центр Новоуситовской волости.
Расположено в 13 км к юго-востоку от посёлка Палкино на южном прибрежье озера Белая Струга.
Население — 472 человека (2000 год), 414 человека (2010 год), 363 человека (2019 год).

## История
В Писцовых Книгах 1585—87 гг. Погост Ново-Уситовский означен центром Новоуситовской губы Завелицкой засады.